# محمد محفوظ سيد
محمد محفوظ سيد (مواليد 27 أبريل 1960) هو ملاكم يمني جنوبي، مثّل بلاده في الألعاب الأولمبية الصيفية 1988.

## روابط خارجية
محمد محفوظ سيد على موقع أوليمبيديا (الإنجليزية)